# Kö-Karree

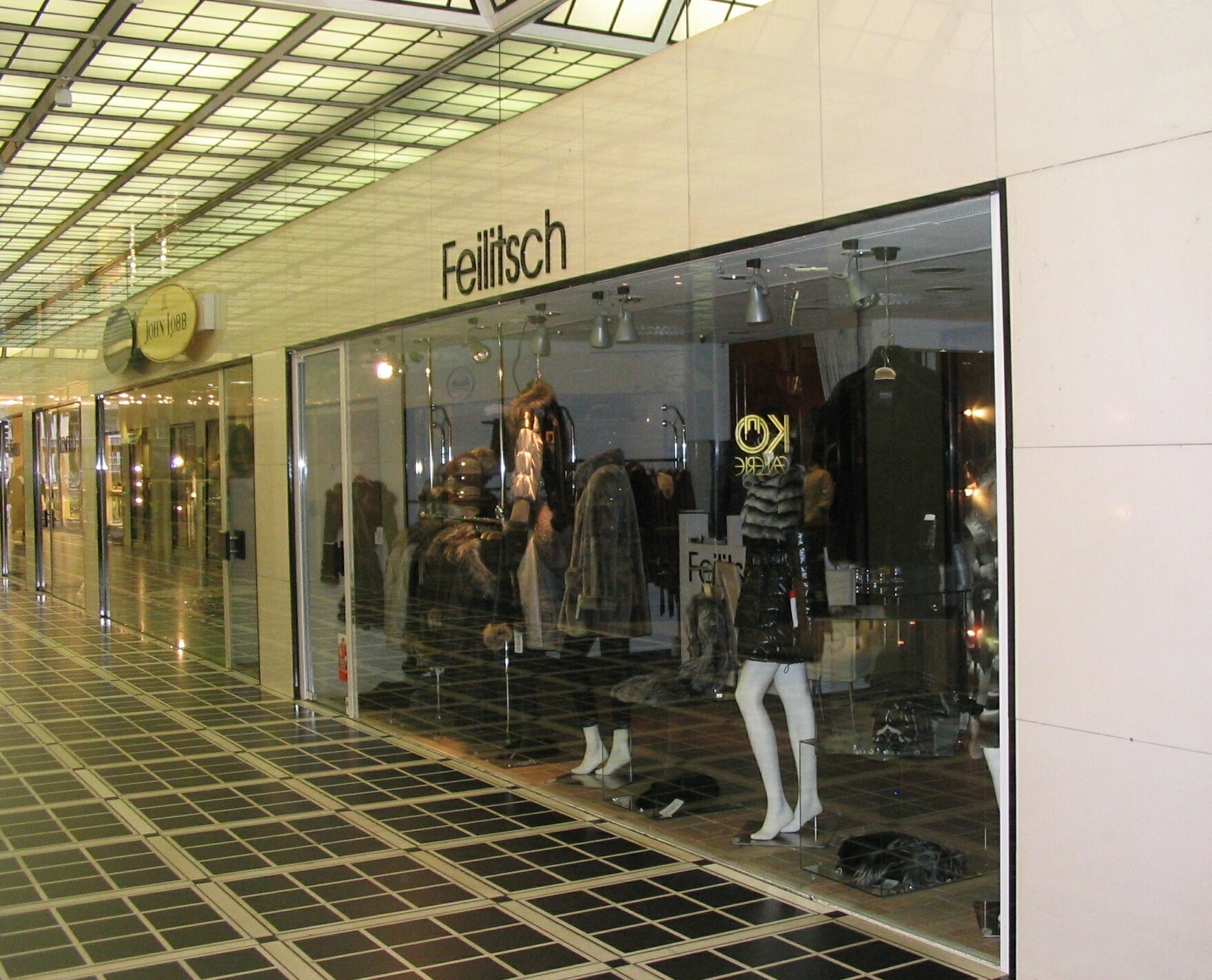
De Kö-Karree voor de renovatie in 2015.

De Kö-Karree is een winkel- en kantorencomplex aan de Königsallee in Düsseldorf. De winkelpassage heeft een ingang aan de Königsallee en komt uit in de Westmall van de Kö-Gallerie. De Kö-Karree is opgegaan in de Kö-Galerie.
Het complex is in 1983 ontworpen en ontwikkeld door de architect Walter Brune, nog voordat de naastgelegen Kö Galerie werd gebouwd. Kenmerken voor de passage was de vloer van zwart en wit marmer. Van januari tot mei 2015 werd de passage compleet gerenoveerd en kreeg nieuwe vloeren, etalages, plafonds en verlichting om het uiterlijk aan te passen aan de Kö-Gallerie waarmee het verbonden is. De renovatiekosten bedroegen meer dan 10 miljoen euro.